# 奥埃尔达克瓦
奥埃尔达克瓦（Oel Dhakwa），是印度北方邦Kheri县的一个城镇。总人口11077（2001年）。

## 人口
该地2001年总人口11077人，其中男性5868人，女性5209人；0—6岁人口1906人，其中男954人，女952人；识字率51.33%，其中男性为59.39%，女性为42.25%。